# Агент 47
Агент 47 (англ. Agent 47, также известный как «Хитман» или «47-й») — главный герой серии видеоигр, фильмов и книг Hitman. Его имя произошло от вытатуированного на его затылке штрих-кода (640509040147), последние две цифры которого — 47. Работает профессиональным киллером, выполняя самые сложные и опасные заказы. Во всех играх его озвучивает актёр Дэвид Бэйтсон.

## Происхождение

### Создание
По сюжету игры, Агент 47 — это генетически спроектированный клон, кульминация тридцати лет исследований в генной инженерии, созданный группой криминальных авторитетов, пожертвовавших свои ДНК для этого проекта.
В 1950-х пять мужчин разных национальностей служили в одном подразделении французского иностранного легиона. После того, как их срок службы окончился, четверо из них вернулись на свою родину и создали свои криминальные империи. Пятый, доктор Орт-Майер, пошёл работать в психиатрическую клинику, которую он использовал как прикрытие для генетических экспериментов. В обмен на финансирование исследований своими бывшими товарищами, Орт-Майер предоставлял им донорские органы с трупов клонов, что увеличило их долголетие (во время событий Hitman: Codename 47 каждому из сообщников Орт-Майера по 60-70 лет, но они выглядят на 10-20 лет моложе).
«Пять отцов», которые вложили свои ДНК в создание Агента 47:
- Доктор Отто Вольфганг Орт-Майер — немецкий учёный, живущий в Румынии, чьи радикальные теории были признаны сумасшедшими. Связан с тайной организацией Провиденс. Орт-Майер верил, что генетическую рекомбинацию и клонирование людей можно использовать, чтобы создать идеальную версию человеческого вида, обладающую невероятной силой и умом, освобождённым от совести. Его главной целью (неизвестной его партнёрам) было создание армии безупречных и послушных солдат. Когда его партнёры начали подозревать его мотивы, Орт-Майер использовал 47-го, чтобы убить каждого из них. Однако 47-й вышел из-под контроля, и после убийства партнёров Орт-Майера он убил всех заготовленных клонов и самого доктора, свернув ему шею.
- Ли Хонг — китайский криминальный лорд, стоящий во главе триады Красного Дракона, один из самых могущественных авторитетов в Гонконге. Несмотря на свой возраст, Ли Хонг очень ловок в обращении со своим мечом. Его 47-й убил первым, потому что Орт-Мейер посчитал, что Ли Хонг окажет наибольшее сопротивление, узнав о смерти своих товарищей.
- Пабло Белисарио Очоа — известный латиноамериканский наркоторговец. Пабло создал свой собственный наркокартель, жестоко уничтожив конкурентов. Тем не менее, его методы вызвали к нему большую враждебность, и он был вынужден спрятаться на базе в глубине джунглей Колумбии. Местные говорят, что у Пабло девять жизней, и 47-й убеждается в этом. Ему приходится выпустить в находящегося под воздействием кокаина Очоа много пуль, чтобы убить его (впрочем, можно издалека убить Пабло с одного выстрела, используя снайперскую винтовку).
- Франц Фукс — бывший член гитлерюгенда, всегда возмущавшийся по поводу краха нацизма. Сделал карьеру профессионального террориста по найму. Работал вместе с братьями Фритцем и Фабианом.
- Аркадий «Борис» Егоров — стойкий антикоммунист, известный продавец нелегального оружия, который занимался контрабандой для своего брата, босса русской мафии Сергея Заворотко[1]. Перед своей смертью пытается взорвать ядерную бомбу.

В своей секретной лаборатории под психиатрической клиникой в Румынии Орт-Майер потратил тридцать лет, комбинируя и манипулируя ДНК, взятыми у пяти заговорщиков, пытаясь создать жизнь. После множества неудач у Орт-Майера получилось создать несколько клонов. Агент 47 был одним из клонов 4-й серии.
В Hitman: Blood Money упоминается, что американские учёные пытаются повторить успех Орт-Майера, но все их попытки оказываются тщетны. 47-й — первый и единственный удачный здоровый клон. У учёных же появлялись разного рода проблемы, вроде альбинизма и короткого срока жизни (всего 18 месяцев). Исследования Орт-Майера были распространены среди исследовательских групп, но этого было недостаточно. Чтобы создать клона, эквивалентного 47-му, нужен образец костного мозга 47-го, и ради этого многие группировки готовы охотиться за ним.
В HITMAN™ 2 выясняется, что 47-й не единственный, кто остался от программы Орт-Майера. Лукас Грей, Теневой Клиент, был другом детства 47-го, но сумел сбежать. Примечательно, что у Грея, помимо штрихкода, есть волосы, хотя все клоны были лысыми. В этой части серии братья наконец воссоединяются.

## Способности и репутация

### Способности
Агент 47 обладает гораздо большими способностями, чем обычный человек. Он может выдержать несколько пулевых попаданий (в Codename 47 и Blood Money видно, что он носит бронежилет). Ему достаточно просто вытащить пулю из раны и принять лошадиную дозу обезболивающего. 47-й ловок и крайне силён, в первой и третьей части он мог спокойно носить и использовать миниган как ручное оружие, использовать трудный в эксплуатации пистолет Desert Eagle, держать любой пистолет одной рукой, справляясь с отдачей. Также он может ловко перепрыгивать с балкона на балкон, карабкаться по водосточным трубам и решёткам. В рукопашном бою даже к пятидесяти годам способен справиться с непревзойденными лидерами рестлинга.
47-й блестяще обучен искусству убивать. Он обладает обширными знаниями об убийстве. 47-й владеет всеми видами оружия. Начиная с своих фирменных сильверболлеров и заканчивая миниганом и гранатомётами. Он также отлично обучен рукопашному бою (в Blood Money может легко отобрать у врага пистолет, а в Absolution 47-й на ринге без особого труда побеждает огромного Санчеза) и может использовать в качестве оружия любой предмет и окружение.
47-й также умеет управлять различными средствами передвижения, с помощью которых он может приехать на задание и быстро скрыться после его выполнения. В играх было замечено, что 47-й умеет управлять автомобилем, фургоном, катером, кораблём, гидросамолётом, самолётом и вертолётом.
47-й свободно владеет несколькими языками, чтобы проникнуть в нужное ему место. Обладает широкими познаниями в разных областях (в игре 2016 года даже играет на барабанах в миссии «Клуб 27», делает массаж в «Золотой клетке», занимается обучением йогой в «Транспозиции органов»).

### Репутация 47
Благодаря своим исключительным талантам 47-й часто получает от Агентства самые высокооплачиваемые и сложные задания. Он стал городской легендой в криминальном мире, и мало кто знает, как он на самом деле выглядит. Также его называют призраком, потому что его практически невозможно поймать и застать врасплох. В серии игры Hitman: Absolution Блейк Декстер, узнав 47-го, пришедшего по его душу, называет его призраком и легендой.

## Внешний вид
У 47-го полностью отсутствует какой-либо волосяной покров (кроме бровей). Его цвет глаз — голубой. Штрих-код, вытатуированный у него на затылке (который, как ни странно, почти никто не замечает), содержит дату его рождения и идентификационный номер. Его лицо довольно внушительно и вытянуто, с большими скулами, выдающимися бровями и высоким лбом, долихоцефал. Его рост составляет 188 см.
Разработчики игры смоделировали 47-го с актёра Дэвида Бэйтсона, который также озвучил 47-го в играх. Хотя его черты лица немного меняются с каждой новой частью игры.
47-й обычно надевает на миссию выглаженный чёрный итальянский костюм с белой рубашкой, красным галстуком и чёрными кожаными перчатками. В Blood Money у 47-го рубашка в полоску и красный галстук в белую полоску.
В нескольких миссиях Hitman: Absolution он одет в костюм, сшитый Томом Клеменца, его другом и портным: в целом костюм выглядит идентично, из новых деталей появился зажим для галстука.

## Характер 47

### Личность
Снаружи 47-й — сосредоточенный персонаж. Он говорит спокойно, официально, джентльменским тоном и соблюдает манеры. 47-й готов применить своё обаяние, чтобы ближе подобраться к цели. Но на самом деле 47-й нелюдим и одинок.
Один из его лозунгов «Не верь никому». Но всё же однажды он продемонстрировал преданность отцу Витторио, сицилийскому священнику, даже отправившись спасать его от итальянской мафии. Также 47-й оказывает определённую долю доверия Диане Бернвуд из Агентства, которая обычно выдаёт ему задания.
В некоторых случаях 47-й может быть раздражительным. Это встречается в Hitman 2: Silent Assassin. Он злится на отвесные или приставные лестницы. Вскарабкавшись по приставной лестнице вверх, он проходит несколько шагов, затем поворачивает голову назад и произносит какую-то фразу, шевеля губами, но не говоря её вслух, при этом грозно смотря на саму лестницу. По обычным лестницам он поднимается, не проявляя никакой агрессии после подъёма. Это встречается только в этой части серии игр Hitman.
В редких случаях 47-й проявляет нечто вроде дружелюбия. Во время обучения у Орт-Майера, 47-й приютил у себя кролика и даже устроил подобие похорон после его смерти. В играх 47-й показал нормальное отношение к Лей Линг/Мей Линг (её имя изменилось на «Мей Линг» в Hitman: Contracts) и спас её от сексуального рабства в первой игре и сиквеле. Также 47-й часто встречается с агентом ЦРУ Смитом, к которому относится с нескрываемым недовольством, но тем не менее мирится с ним и даже выполняет его заказ в конце Blood Money. Также в Blood Money 47-й завёл себе канарейку. Но, возможно, 47-й завёл канарейку в клетке у себя в убежище, просто потому что эта чуткая птица могла проявить признаки активности или беспокойства при звуках чьего-либо движения, тем самым предупредив 47-го о присутствии посторонних. Это и было продемонстрировано в ролике перед миссией «Requiem» в Hitman: Blood Money. В Absolution, когда 47-й должен был убить Диану, он колебался и не сразу выстрелил в неё. Также, когда 47-й увидел главу отряда Святых, которая с помощью гранатомёта готовится взорвать отель, где он остановился, у него расширились глаза. Он был как минимум удивлён, если не напуган таким поворотом событий. 

### Мораль
По отношению к добру и злу, 47-й — антигерой, которого порой грызут муки совести. Он без особых колебаний убьёт практически любого, кто находится у него в списке целей, и кто встал у него на пути. Тем не менее у него есть и моральные принципы, в частности в одной из миссий Absolution 47-й не одобряет эксперименты над людьми и решительно настроен это прекратить. Во время выполнения своих миссий 47-й вполне может убить невинных, если этого потребуют стечения обстоятельств (в Blood Money 47-му пришлось убить почтальона, который принёс ему важное письмо, потому что на конверте была особая пометка). В самом конце Blood Money 47-й также убивает священника и репортёра, которые знали его в лицо, заодно он уничтожил всех остальных свидетелей. Тем не менее, в обычных обстоятельствах 47-й не убивает невинных людей.
В большинстве миссий только игрок решает, кого 47-й будет убивать, а кого нет. Игры предлагают игроку самому выбирать стиль игры — убивать всех (хотя есть исключение: гражданских лиц нельзя убивать в миссии «Смерть Ханнелор» в Hitman 2: Silent Assassin) или выполнять задания максимально скрытно и убивать только цель. В Hitman 2, Blood Money и Absolution 47-го называют «призраком» и «легендой», что позволяет предположить, что 47-й предпочитает действовать скрытно и незаметно, при этом стараясь не допустить лишних жертв.
В Hitman 2: Silent Assassin, 47-й признаёт свои грехи отцу Витторио и носит крест. Его разговор с Витторио в начале второй части даёт понять, что 47-й не полностью бессердечный, что у него есть совесть, и он пытается решить, что правильно. Тем не менее, он перестаёт искать покоя и правды в религии и в ходе событий Silent Assassin, повесив крест на ворота церкви, вновь уходит делать то, что умеет лучше всего - выполнять заказные убийства.
В одном из вариантов прохождения Hitman 2: Silent Assassin 47-й в одной из миссий спасает Мей Линг. Девушка находится на четвёртом этаже здания и может дать 47-му спецкарточку. В конце миссии с ней можно улететь на вертолёте. Единственный раз 47-й колебался, когда выполнял заказ на убийство Дианы Бёрнвуд в Hitman: Absolution. Выстрелив в неё, он сожалеет об этом. После случившегося он выслушивает Диану и соглашается исполнить её последнюю просьбу: защитить Викторию и убить Тревиса.

## Фильм о 47
Фильм по мотивам игр был снят компанией 20th Century Fox, премьера фильма состоялась 29 ноября 2007 года. Главные роли исполнили Тимоти Олифант, Ольга Куриленко и Дугрей Скотт. Режиссёром выступил француз Хсавьер Генс. В фильме сюжет не связан со вселенной игр, а история 47 изменена: в фильме агентство, в котором он работает, набирало детей-сирот и тренировало их на протяжении всей жизни. Соответственно, и 47 в фильме является обычным человеком, а лысых агентов со штрихкодами на затылке намного больше одного. Тем не менее, его характер и внешность практически не отличаются от игровых. Фильм получил негативные отзывы фанатов игры, хотя заработал в прокате 100 миллионов долларов (при бюджете в 24 миллиона).
21 августа 2015 был выпущен фильм-перезапуск «Хитмэн: Агент 47», который сделан несколько ближе к сюжету игр. Изначально роль 47 должен был сыграть Пол Уокер, но он погиб в автокатастрофе задолго до начала съёмок, поэтому на замену ему был выбран Руперт Френд. В фильме 47, как и в играх, является продуктом генной инженерии, но при этом рос как обычный человек, о чем свидетельствует сцена с 47-ребёнком.

## Критика и отзывы
Журнал Empire поставил 47-го на 21 место в списке 50 величайших персонажей компьютерных игр.
Сайт Gamesradar поставил Агента 47 на 47 место в списке 100 величайших персонажей видеоигр.
По версии BAFTA Агент 47 занял третье место в списке самых культовых персонажей видеоигр всех времен.
Наряду с другими игровыми персонажами с похожими чертами, такими как Лара Крофт, Сэм Фишер, Солид Снейк и Слендермен, он считается одним из самых популярных и значимых персонажей в видеоиграх..